# Rietsnijder

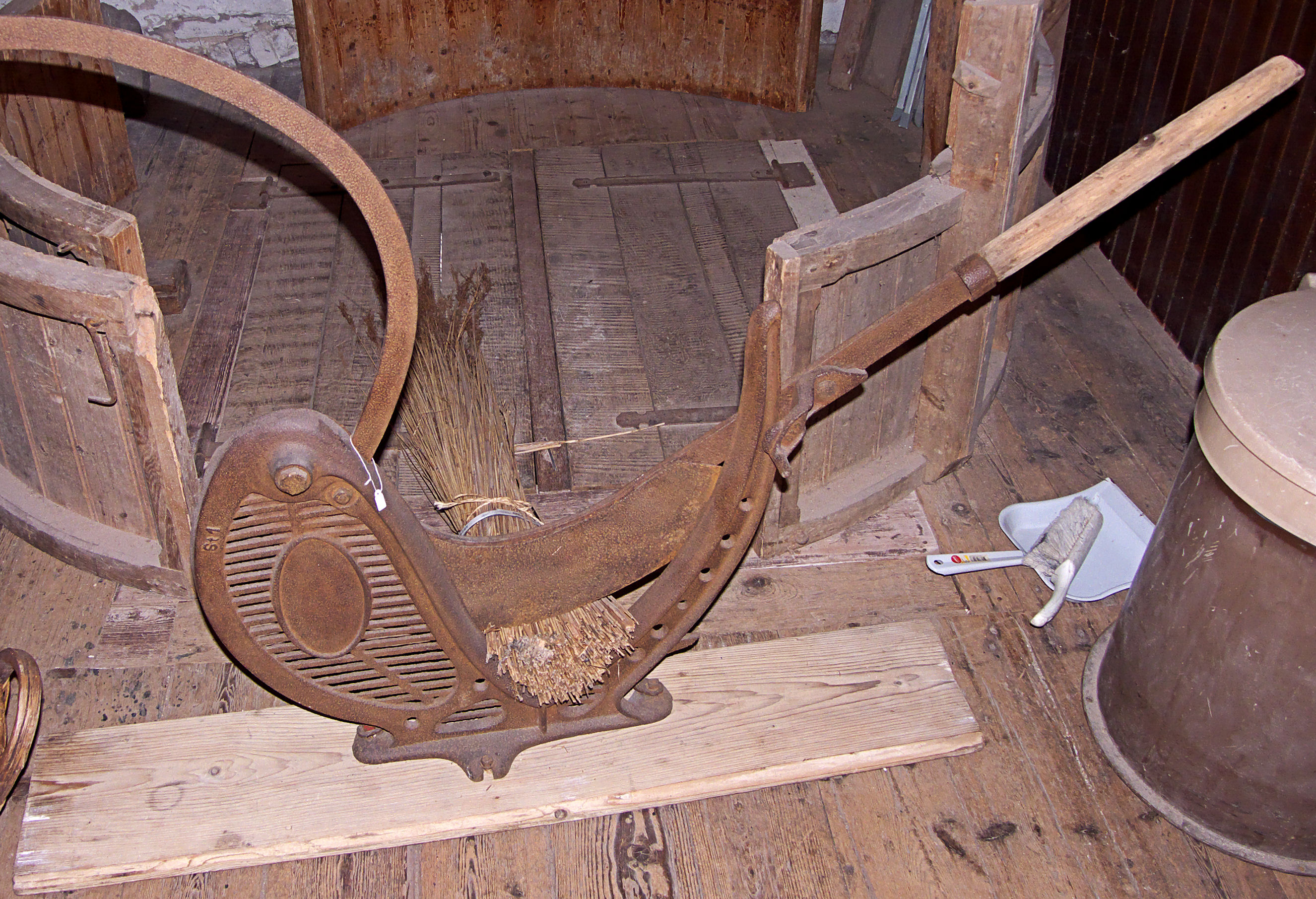
Rietsnijder

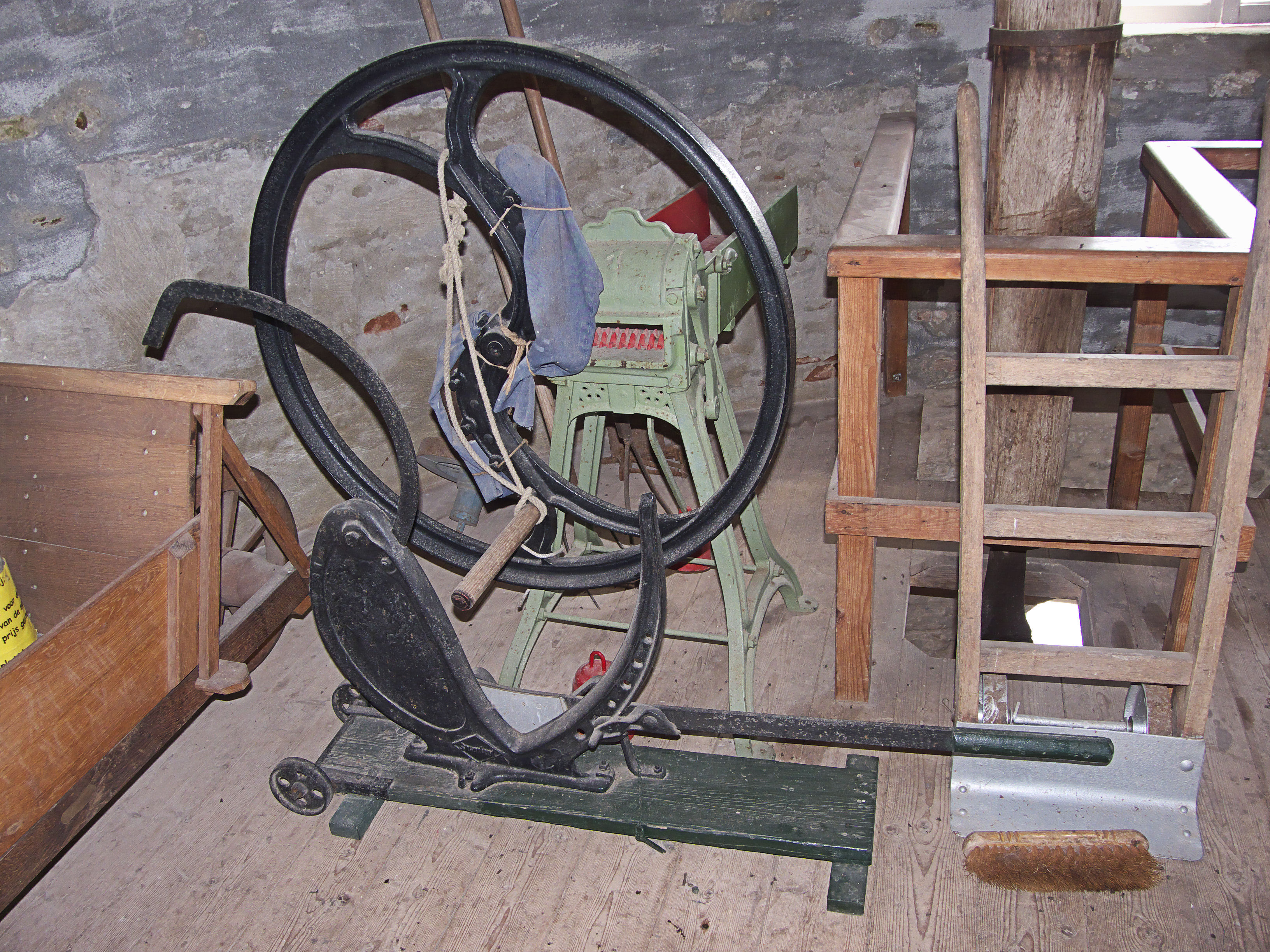
Rietsnijder

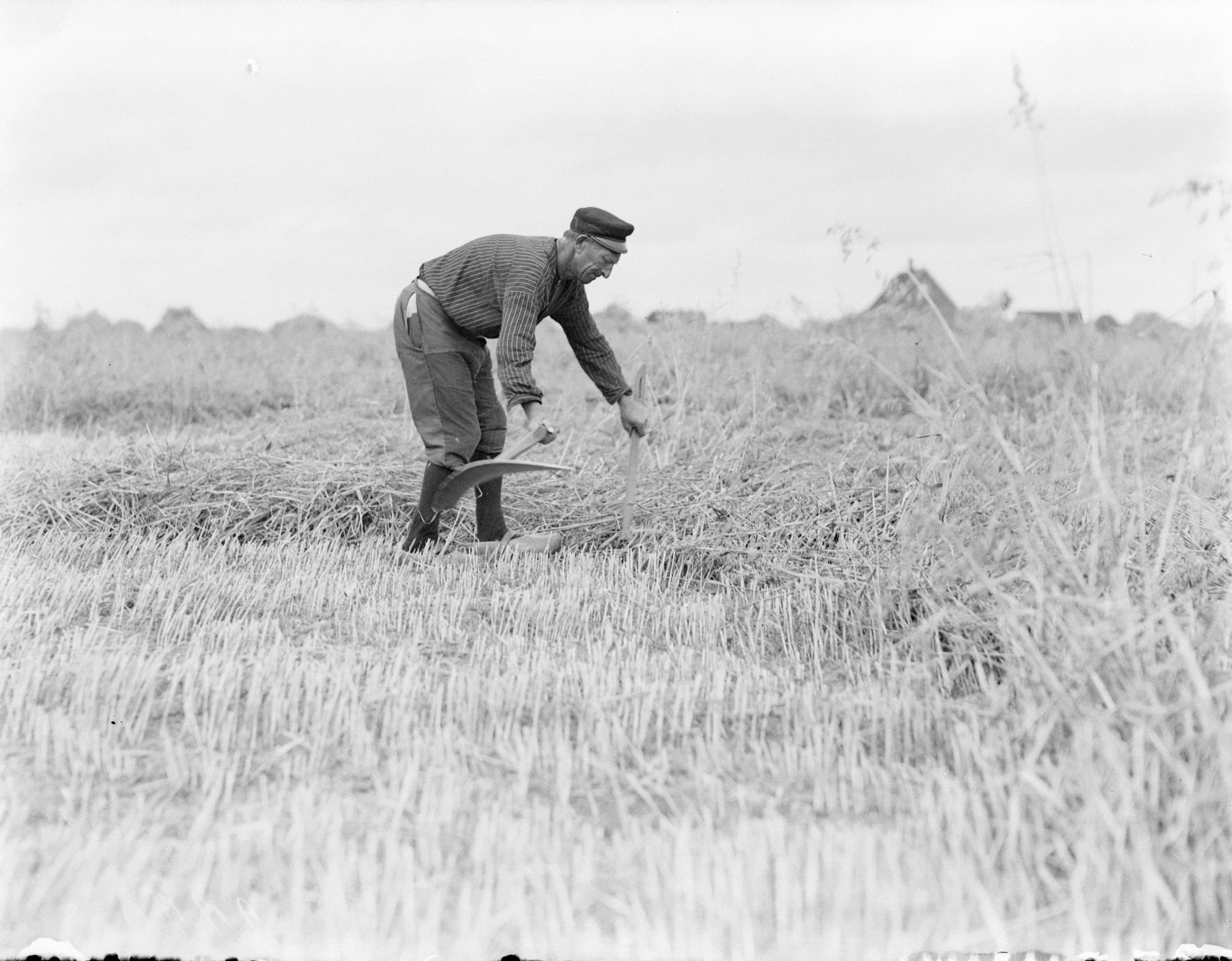
Rietsnijder aan het werk

Een rietsnijder is een apparaat waarmee bundels riet voor het dakdekken op maat gesneden worden of om bij het maaien de onderkant van de bossen riet gelijkmatig af te snijden. Ook werd het gebruikt voor het snijden van stro voor het vee.
Een rietsnijder is ook een beroep. Het riet snijden gebeurde in het winterseizoen, omdat dan het riet stijf was en het terrein begaanbaar, want dichtgevroren. Dit was zeer zwaar werk. Vanouds gebeurde het snijden met de hand, waarbij een rietsnit gebruikt werd, wat een soort korte zeis was. Met de uitkammer werden de ongerechtigheden, zoals dor blad, van het riet verwijderd. Het riet moest vervolgens gebundeld worden om daarna vervoerd te worden op een rietslee. De rietsnijder droeg laarsklompen: Klompen met een leren schacht. Tegenwoordig wordt gewoonlijk de bovengenoemde machine gebruikt, in plaats van de rietsnit.